# Syntrechalea napoensis
Espèce
Syntrechalea napoensis est une espèce d'araignées aranéomorphes de la famille des Trechaleidae.

## Distribution
Cette espèce se rencontre en Équateur dans la province de Napo et au Brésil dans l'État d'Acre,,.

## Description
La carapace du mâle holotype mesure 3,8 mm de long sur 3,5 mm de large et l'abdomen 4,5 mm de long.

## Étymologie
Son nom d'espèce, composé de napo et du suffixe latin -ensis, « qui vit dans, qui habite », lui a été donné en référence au lieu de sa découverte, la province de Napo.

## Publication originale
- Carico, 2008 : Revision of the Neotropical arboreal spider genus Syntrechalea (Araneae, Lycosoidea, Trechaleidae). Journal of Arachnology, vol. 36, no 1, p. 118-130 (texte intégral).